# Hetareu
Hetareu (Hetareius, Ἑταιρεῖος) fou una deïtat grega protectora de gremis o associacions d'amics, i sobrenom de Zeus al que Jàson va oferir els primers sacrificis quan els argonautes es van reunir per la seva primera expedició.